# Meijin 2023
Il Meijin 2023 è stata la 48ª edizione del torneo goistico giapponese Meijin. Nella finale, il detentore del titolo Shibano Toramaru, ha sconfitto per 4–2 lo sfidante Iyama Yuta.

## Qualificazioni
|  | Quarti di finale   | Quarti di finale   | Quarti di finale |                    |              | Semifinali   | Semifinali | Semifinali |  |  | Finale | Finale | Finale |  |
|  |                    |                    |                  |                    |              |              |            |            |  |  |        |        |        |  |
|  | Atsushi Sada       | Atsushi Sada       | 1                |                    |              |              |            |            |  |  |        |        |        |  |
|  | Atsushi Sada       | Atsushi Sada       | 1                |                    |              |              |            |            |  |  |        |        |        |  |
|  | Toshimasa Adachi   | Toshimasa Adachi   | 0                |                    |              |              |            |            |  |  |        |        |        |  |
|  | Toshimasa Adachi   | Toshimasa Adachi   | 0                |                    | Atsushi Sada | Atsushi Sada | 1          |            |  |  |        |        |        |  |
|  |                    |                    |                  |                    | Atsushi Sada | Atsushi Sada | 1          |            |  |  |        |        |        |  |
|  |                    |                    | Takenobu Nishi   | Takenobu Nishi     | 0            |              |            |            |  |  |        |        |        |  |
|  | Takenobu Nishi     | Takenobu Nishi     | Takenobu Nishi   | Takenobu Nishi     | 0            | 1            |            |            |  |  |        |        |        |  |
|  | Takenobu Nishi     | Takenobu Nishi     |                  |                    |              |              |            |            |  |  |        |        |        |  |
|  | Tadanao Yamamori   | Tadanao Yamamori   | 0                |                    |              |              |            |            |  |  |        |        |        |  |
|  | Tadanao Yamamori   | Tadanao Yamamori   | 0                |                    | Atsushi Sada | Atsushi Sada | 1          |            |  |  |        |        |        |  |
|  |                    |                    |                  |                    |              |              |            |            |  |  |        |        |        |  |
|  |                    |                    | Atsushi Ida      | Atsushi Ida        | 0            |              |            |            |  |  |        |        |        |  |
|  | Tomochika Mizokami | Tomochika Mizokami | Atsushi Ida      | Atsushi Ida        | 0            | 1            |            |            |  |  |        |        |        |  |
|  | Tomochika Mizokami | Tomochika Mizokami |                  |                    |              |              |            |            |  |  |        |        |        |  |
|  | Norimoto Yoda      | Norimoto Yoda      | 0                |                    |              |              |            |            |  |  |        |        |        |  |
|  | Norimoto Yoda      | Norimoto Yoda      | 0                | Tomochika Mizokami |              |              |            |            |  |  |        |        |        |  |
|  |                    |                    |                  |                    |              |              |            |            |  |  |        |        |        |  |
|  |                    |                    | Atsushi Ida      | Atsushi Ida        | 1            |              |            |            |  |  |        |        |        |  |
|  | Satoru Kobayashi   | Satoru Kobayashi   | Atsushi Ida      | Atsushi Ida        | 1            | 0            |            |            |  |  |        |        |        |  |
|  | Satoru Kobayashi   | Satoru Kobayashi   |                  |                    |              |              |            |            |  |  |        |        |        |  |
|  | Atsushi Ida        | Atsushi Ida        | 1                |                    |              |              |            |            |  |  |        |        |        |  |

|  | Quarti di finale | Quarti di finale | Quarti di finale |                 |                 | Semifinali      | Semifinali | Semifinali |  |  | Finale | Finale | Finale |  |
|  |                  |                  |                  |                 |                 |                 |            |            |  |  |        |        |        |  |
|  | Tomoya Hirata    | Tomoya Hirata    | 1                |                 |                 |                 |            |            |  |  |        |        |        |  |
|  | Tomoya Hirata    | Tomoya Hirata    | 1                |                 |                 |                 |            |            |  |  |        |        |        |  |
|  | Daisuke Murakawa | Daisuke Murakawa | 0                |                 |                 |                 |            |            |  |  |        |        |        |  |
|  | Daisuke Murakawa | Daisuke Murakawa | 0                |                 | Tomoya Hirata   | Tomoya Hirata   | 0          |            |  |  |        |        |        |  |
|  |                  |                  |                  |                 | Tomoya Hirata   | Tomoya Hirata   | 0          |            |  |  |        |        |        |  |
|  |                  |                  | Yoshihiro Koike  | Yoshihiro Koike | 1               |                 |            |            |  |  |        |        |        |  |
|  | Yoshihiro Koike  | Yoshihiro Koike  | Yoshihiro Koike  | Yoshihiro Koike | 1               | 1               |            |            |  |  |        |        |        |  |
|  | Yoshihiro Koike  | Yoshihiro Koike  |                  |                 |                 |                 |            |            |  |  |        |        |        |  |
|  | Mitsuki Kono     | Mitsuki Kono     | 0                |                 |                 |                 |            |            |  |  |        |        |        |  |
|  | Mitsuki Kono     | Mitsuki Kono     | 0                |                 | Yoshihiro Koike | Yoshihiro Koike | 0          |            |  |  |        |        |        |  |
|  |                  |                  |                  |                 |                 |                 |            |            |  |  |        |        |        |  |
|  |                  |                  | Cho U            | Cho U           | 1               |                 |            |            |  |  |        |        |        |  |
|  | Cho U            | Cho U            | Cho U            | Cho U           | 1               | 1               |            |            |  |  |        |        |        |  |
|  | Cho U            | Cho U            |                  |                 |                 |                 |            |            |  |  |        |        |        |  |
|  | Masaki Ogata     | Masaki Ogata     | 0                |                 |                 |                 |            |            |  |  |        |        |        |  |
|  | Masaki Ogata     | Masaki Ogata     | 0                |                 | Cho U           | Cho U           | 1          |            |  |  |        |        |        |  |
|  |                  |                  |                  |                 | Cho U           | Cho U           | 1          |            |  |  |        |        |        |  |
|  |                  |                  | Katsuya Motoki   | Katsuya Motoki  | 0               |                 |            |            |  |  |        |        |        |  |
|  | Rin Kanketsu     | Rin Kanketsu     | Katsuya Motoki   | Katsuya Motoki  | 0               | 0               |            |            |  |  |        |        |        |  |
|  | Rin Kanketsu     | Rin Kanketsu     |                  |                 |                 |                 |            |            |  |  |        |        |        |  |
|  | Katsuya Motoki   | Katsuya Motoki   | 1                |                 |                 |                 |            |            |  |  |        |        |        |  |

|  | Quarti di finale | Quarti di finale | Quarti di finale |          |                 | Semifinali      | Semifinali | Semifinali |  |  | Finale | Finale | Finale |  |
|  |                  |                  |                  |          |                 |                 |            |            |  |  |        |        |        |  |
|  | Akihiko Fujita   | Akihiko Fujita   | 1                |          |                 |                 |            |            |  |  |        |        |        |  |
|  | Akihiko Fujita   | Akihiko Fujita   | 1                |          |                 |                 |            |            |  |  |        |        |        |  |
|  | Shuhei Mito      | Shuhei Mito      | 0                |          |                 |                 |            |            |  |  |        |        |        |  |
|  | Shuhei Mito      | Shuhei Mito      | 0                |          | Akihiko Fujita  | Akihiko Fujita  | 1          |            |  |  |        |        |        |  |
|  |                  |                  |                  |          | Akihiko Fujita  | Akihiko Fujita  | 1          |            |  |  |        |        |        |  |
|  |                  |                  | Yu Otake         | Yu Otake | 0               |                 |            |            |  |  |        |        |        |  |
|  | Yu Otake         | Yu Otake         | Yu Otake         | Yu Otake | 0               | 1               |            |            |  |  |        |        |        |  |
|  | Yu Otake         | Yu Otake         |                  |          |                 |                 |            |            |  |  |        |        |        |  |
|  | Toshiya Imamura  | Toshiya Imamura  | 0                |          |                 |                 |            |            |  |  |        |        |        |  |
|  | Toshiya Imamura  | Toshiya Imamura  | 0                |          | Akihiko Fujita  | Akihiko Fujita  | 1          |            |  |  |        |        |        |  |
|  |                  |                  |                  |          |                 |                 |            |            |  |  |        |        |        |  |
|  |                  |                  | Rin Kono         | Rin Kono | 0               |                 |            |            |  |  |        |        |        |  |
|  | Nobuyuki Tanaka  | Nobuyuki Tanaka  | Rin Kono         | Rin Kono | 0               | 1               |            |            |  |  |        |        |        |  |
|  | Nobuyuki Tanaka  | Nobuyuki Tanaka  |                  |          |                 |                 |            |            |  |  |        |        |        |  |
|  | Yugo Takashima   | Yugo Takashima   | 0                |          |                 |                 |            |            |  |  |        |        |        |  |
|  | Yugo Takashima   | Yugo Takashima   | 0                |          | Nobuyuki Tanaka | Nobuyuki Tanaka | 0          |            |  |  |        |        |        |  |
|  |                  |                  |                  |          | Nobuyuki Tanaka | Nobuyuki Tanaka | 0          |            |  |  |        |        |        |  |
|  |                  |                  | Rin Kono         | Rin Kono | 1               |                 |            |            |  |  |        |        |        |  |
|  | Rin Kono         | Rin Kono         | Rin Kono         | Rin Kono | 1               | 1               |            |            |  |  |        |        |        |  |
|  | Rin Kono         | Rin Kono         |                  |          |                 |                 |            |            |  |  |        |        |        |  |
|  | Naoki Hane       | Naoki Hane       | 0                |          |                 |                 |            |            |  |  |        |        |        |  |

## Torneo
- W indica vittoria col bianco
- B indica vittoria col nero
- X indica la sconfitta
- +R indica che la partita si è conclusa per abbandono
- +N indica lo scarto dei punti a fine partita
- +F indica la vittoria per forfeit
- +T indica la vittoria per timeout
- +? indica una vittoria con scarto sconosciuto
- V indica una vittoria in cui non si conosce scarto e colore del giocatore

| Giocatore       | Y.I. | R.I. | K.Y. | T.S. | Y.Z.  | K.K. | C.U.  | A.F.  | A.S.  | Risultato | Note                    |
| --------------- | ---- | ---- | ---- | ---- | ----- | ---- | ----- | ----- | ----- | --------- | ----------------------- |
| Yūta Iyama      | –    | X    | B+R  | W+R  | B+R   | W+R  | B+R   | W+2,5 | B+R   | 7-1       | Qualificato alla finale |
| Ryo Ichiriki    | B+R  | –    | W+R  | B+R  | W+R   | X    | W+2,5 | B+R   | W+0,5 | 7-1       |                         |
| Keigo Yamashita | X    | X    | –    | W+R  | X     | W+R  | X     | W+R   | B+R   | 4-4       |                         |
| Tatsuya Shida   | X    | X    | X    | –    | X     | X    | W+R   | B+0,5 | W+R   | 3-5       | Retrocesso              |
| Yu Zhengqi      | X    | X    | W+R  | B+R  | –     | W+R  | B+R   | W+R   | X     | 5-3       |                         |
| Kyo Kagen       | X    | W+R  | X    | W+R  | X     | –    | X     | B+R   | W+R   | 4-4       |                         |
| Cho U           | X    | X    | W+R  | X    | X     | B+R  | –     | W+2,5 | B+3,5 | 4-4       | Retrocesso              |
| Akihiko Fujita  | X    | X    | X    | X    | X     | X    | X     | –     | W+R   | 1-7       | Retrocesso              |
| Atsushi Sada    | X    | X    | X    | X    | W+2,5 | X    | X     | X     | –     | 1-7       | Retrocesso              |

Yūta Iyama e Ryo Ichiriki hanno totalizzato entrambi 7 vittorie. In questa edizione in caso di parità di punti era stato previsto un playoff che fu disputato il 30 luglio 2023 e che fu vinto da Yūta Iyama (W+R).

## Finale
La finale è stata una sfida al meglio delle sette partite tra il vincitore della Lega, Yūta Iyama e il detentore del titolo, Shibano Toramaru.